# Tic tac
Tic Tac (официальное написание строчными буквами, рус. Тик Так) — популярные сладкие драже, выпускаемые итальянской кондитерской компанией «Ферреро». Впервые появились в 1969 году и сейчас продаются более чем в ста странах.

## История
Конфеты появились в Италии в 1969 году, под названием «Освежающая мята», по задумке Микеле Ферреро; в следующем году, в 1970 году, название изменилось на «tic tac», из-за характерного звука конфет в упаковке, если их встряхнуть.В 1980-х годах был представлен оранжевый вариант, за которым в следующем десятилетии последовали другие варианты и первые ограниченные серии.

## Продукт

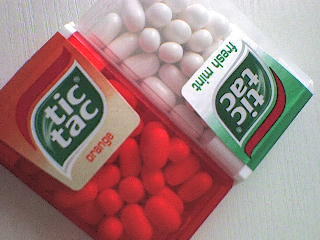
Tic Tac со вкусом мяты и со вкусом апельсина

Обычно продаётся в прозрачных пластиковых упаковках с отверстием сверху. Одна пачка содержит 33 драже. Каждая конфета «содержит всего две калории», на это активно обращает внимание рекламная кампания tic tac. При этом под «калорией» понимается «большая калория» (англ. large calorie), соответствующая 1000 калорий или 1 ккал. По данным производителя калорийность продукта — 397 ккал (1661 кДж) на 100 грамм.

## Разновидности

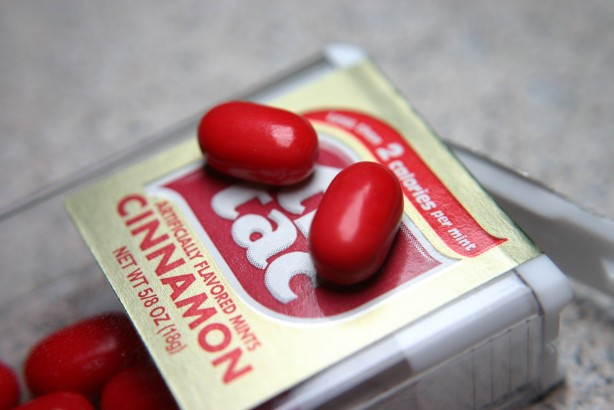
Tic Tac со вкусом корицы

Существует множество вкусовых разновидностей tic tac. Помимо оригинальной «Мяты» существуют также версии со вкусом холодная мята корицы, апельсина, вишни, маракуйи, граната, манго, земляники, арбуза, лайма, банана (ограниченная серия «Миньоны») и кока колы.

### Распространение
Карамели tic tac стали популярными во всем мире и продаются в более чем в 100 странах. Доступны четыре формата — 200 конфет (98 грамм), 100 конфет (49 грамм), 37 конфет (18 грамм) и 33 конфеты (16 грамм).

### В массовой культуре
- В начале фильма «Профессионал» (1981) (на общем плане не разглядеть) и в середине картины коробка с драже лежала на столе у комиссара Розена, который периодически клал конфеты себе в рот.
- В фильме 1990 года «Один дома» различима коробочка tic tac в руках Деда Мороза, который даёт три конфетки главному герою.
- В 1995 году в программе "Городок" Илья Олейников пародировал рекламу драже Tic Tac [5]
- В оригинальной английской версии «Шрека» главный герой говорит о Tic Taс.
- В фильме 2007 года «Джуно» один из главных героев, Майкл Сера, является большим любителем оранжевых Tic Tac.
- Они также появляются в эпизоде 15 восьмого сезона «Доктора Хаус». Пациент использует зелёные тик-так, чтобы замаскировать запах изо рта.
- В третьем эпизоде пятого сезона сериала «Побег» (Prison Break) Линкольн Барроуз использует пакет tic tac, чтобы «подкупить» йеменского ребёнка и получить информацию о его брате. В фильме «Первобытное зло» (2007) Стивен предлагает Джо-Джо «пожевать tic tac».
- В 2011 году, чтобы отметить 150-летие объединения Италии, Ферреро произвёл линию tic tac в ограниченном издании цветов итальянского флага: лайм (зелёный), апельсин (белый) и вишня (красный). В 2015 году, также ограниченным тиражом, в связи с выходом фильма «Миньоны», Ферреро произвёл линию конфет tic tac жёлтого цвета со вкусом банана